# Kolo (Tansania)
Kolo ist ein kleiner Ort in der zentral-Tansanischen Region Dodoma.

## Lage
Kolo liegt auf 1522 Meter Höhe, rund 25 Kilometer nördlich von Kondoa, der Hauptstadt des gleichnamigen Distrikts innerhalb der Region Dodoma und rund 15 Kilometer südwestlich des Tarangire National Park. Im Jahr 2012 hatte der Ward 5.243 Einwohner.

## Wirtschaft
Zur Entwicklung der dörflichen Wirtschaft hat sich eine Frauengruppe gebildet, die 1998 auch die finanzielle Unterstützung des Women and Youth Development Fund des Distriktes Kondoa gewinnen konnte. Die Unterstützung gestaltete sich in Form einer einmaligen Zahlung für ein von der Frauengruppe vorgeschlagenes Projekt.

## Infrastruktur
Kolo liegt an der asphaltierten Nationalstraße T4, die von Dodoma nach Arusha führt.

## Sehenswürdigkeiten
Im Distrikt Kondoa befinden sich zahlreiche steinzeitliche Felsenmalereien, wovon sich drei ungefähr sechs Kilometer entfernt in der Nähe von Kolo befinden. Um die Felsmalereien touristisch zu erschließen, hat sich ein Conservation Committee in Kolo gebildet, welches sich dem Schutz der Malereien und der Ausbildung von Touristenführern widmet. Die Felsenmalereien von Kondoa wurden 2006 in die Liste des UNESCO-Weltkulturerbes aufgenommen.